# الخيل في السودان

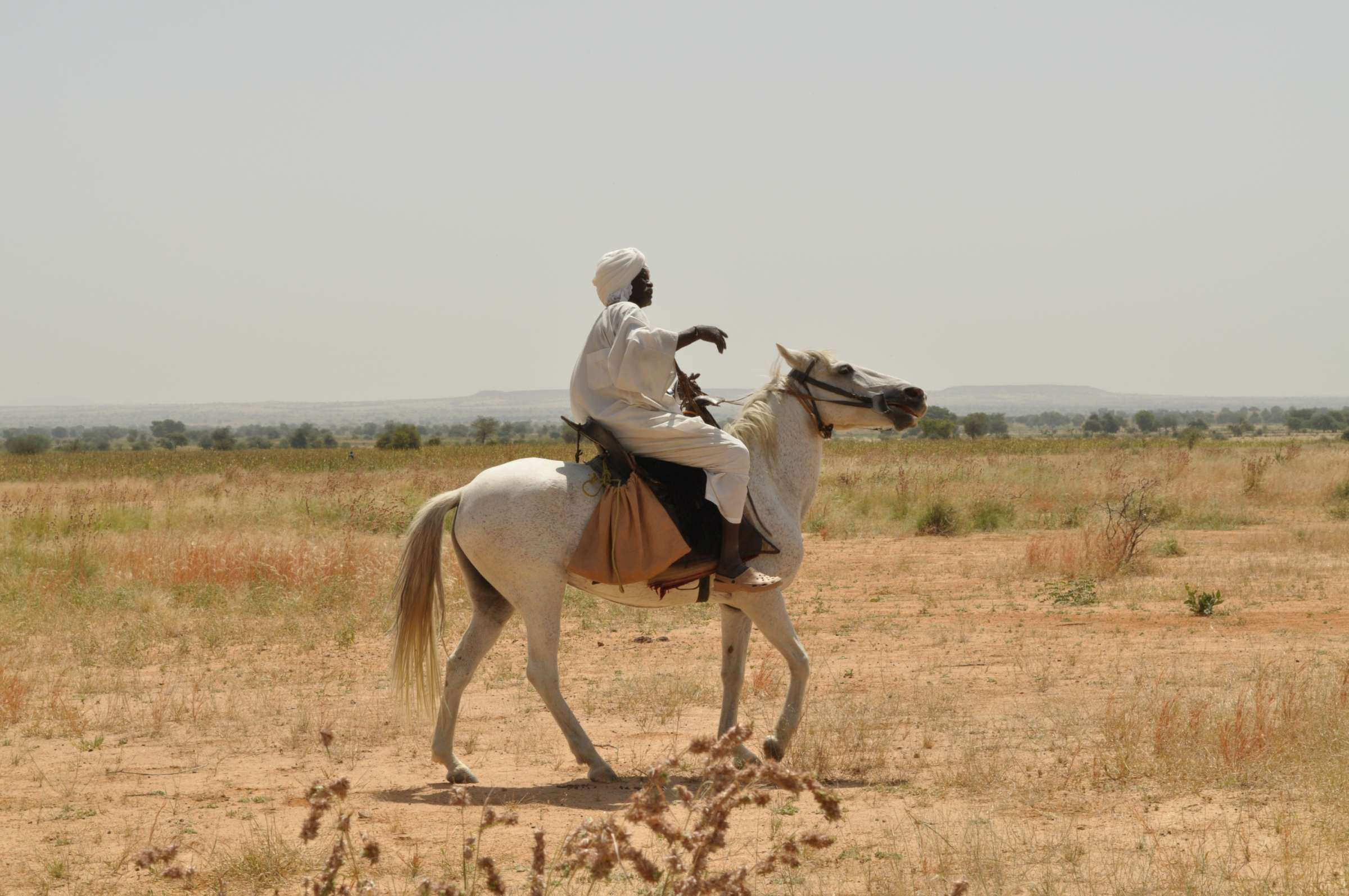
فارس سوداني في منطقة دارفور سنة 2010.

يعود وجود الخيل في السودان إلى العصور القديمة، ويستمر مع تربية الحصان البربري والدنقلا من قبل القبائل المحلية، وخاصة في منطقة دارفور الخصبة. في القرن الماضي، شجعت سياسة تربية الخيل الاستعمارية على استيراد وتربية الخيول الأصيلة والعربية المستوردة، مما أدى إلى ظهور سلالات مثل التوليد، وهي سلالة سباق تستعمل في مضمار الخرطوم. من المحتمل أن يكون عدد الخيول في السودان (بما في ذلك السودان وجنوب السودان الحالي) حوالي 700000 رأس وذلك في عام 2009. تعتبر أوبئة داء الخيول الأفريقية والجفاف كلها عقبات أمام توسع التربية.
يحظى الخيل بمكانة كبيرة في التقاليد والمهرجانات السودانية، التي تمثل الاستخدام الوطني الرئيسي للحصان، كما أن الخيل مَذكور أيضًا في الأدب السوداني.

## قصة

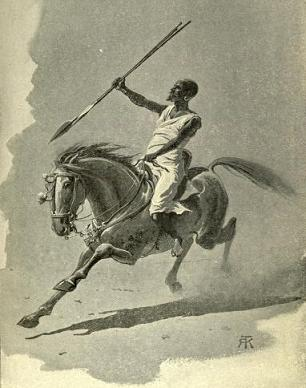
فارس من الرزيقات.

من المحتمل أن تكون ممارسات الفروسية قديمة جدًا في الأراضي السودانية، كما يتضح من اكتشاف بقايا عربة نوبية تعود إلى حوالي ألف سنة قبل الميلاد. وفقًا لمأمون مكي، الأمين العام للاتحاد السوداني للفروسية في عام 1994، تم تقديم الحصان بالفعل من قبل النوبيين حوالي ألفي سنة قبل الميلاد. على عكس الاعتقاد السائد، فإن الخيل موجود بالتأكيد في أراضي السودان قبل وقت طويل من وصول القبائل البدوية المسلمة من الصحراء الكبرى . بالإضافة إلى هذا يبدو استخدام سلاح الفرسان نادرًا تاريخياً، وأنه فضل عليه المشاة .
يشكل الحصان تراثًا ثقافيًا، خاصة في إقليم دارفور، بين المسيرية والرزيقات . يبدو أن سباقات الخيل تمارس في دارفور منذ القرن السادس عشر . خلال القرن الماضي، تم وضع سياسة تحسين التربية  بدعم من القبائل المحلية التي تشارك في تربية الخيول الأصيلة، ولا سيما في منطقة الخرطوم . استورد الإنجليز سباق الخيل عام 1929، وبنوا مضمارًا لسباق الخيل في الخرطوم عند ملتقى النيل الأزرق والنيل الأبيض. وجلبوا معهم ممارسات فروسية أخرى غير معروفة للسودانيين، مثل لعبة البولو والرماية من على صهوة الخيل. بينما لم تكن لدى الإنجليز نية لتدريس رياضة الخيول للسودانيين، إلا أن هذه الممارسة استمرت في فترة الاستعمار، حيث كان سباق الخيل في تطور كامل عندما نالت البلاد استقلالها في عام 1956. وبحسب أحمد مكي عبده، أول حاكم للخرطوم بعد الاستقلال، فإن الإنجليز قاموا ببيع خيولهم إلى السودانيين قبل مغادرتهم، مما يسمح بإقامة إسطبلات كبيرة، أحيانًا بعشرات الخيول.
استوردت السلطات البيطرية خيولاً أصيلة من إنجلترا منذ عام 1944 بهدف تحسين القطيع المحلي وجعل السودان دولة مصدرة للخيول إلى العراق ومصر والأردن ونيجيريا، حيث يستمتع مسؤولوها بمشاهدة عروض الخيول القبلية في السودان . تم إنشاء مركز تربية في نيالا، قادر على استقبال ما بين 10 إلى 90 فرسًا كل يوم . أصبح هذا المركز المزود الرئيسي لخيول السباق إلى الخرطوم، واستورد ما بين 400 إلى 500 من هذه الحيوانات سنويًا حتى عام 1974 . كما تم أيضًا استيراد الخيول العربية . تم إنشاء هذه التربية على حساب السلالات المحلية ، التي تتكيف بشكل أفضل مع بيئتها.
تؤثر الأزمة البيئية والإكولوجية (تصحر دارفور) على كل من الحيوانات الأليفة والبشر، مما يقلل من الدوريات على ظهور الخيل وممارسة لعبة البولو والسباقات . في عام 2004، على الحدود بين السودان وتشاد، أرهبت مليشيات الخيالة السكان. والعديد منهم من الجنجويد، أي من رجال الميليشيات الموالية للنظام.

## الممارسة

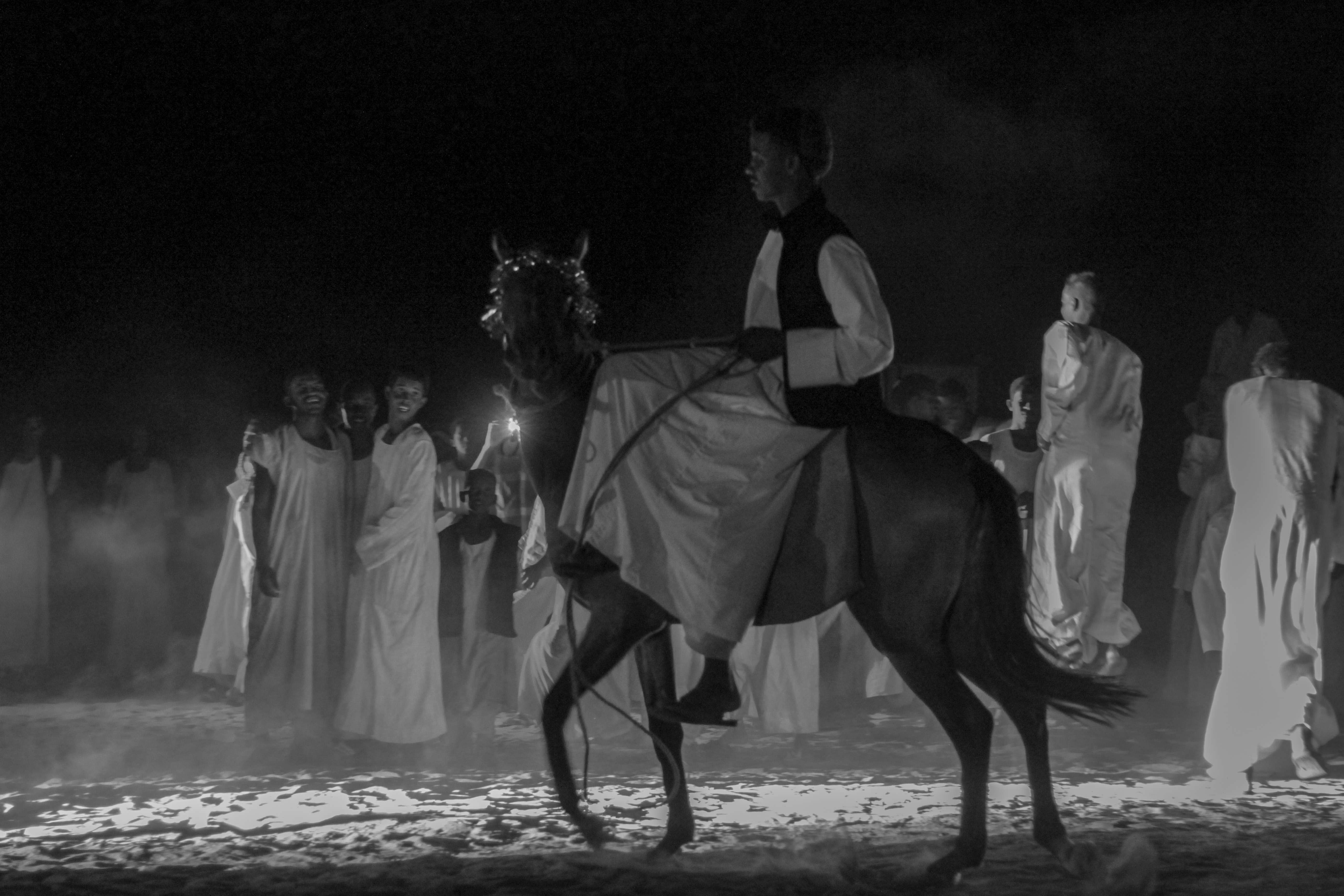
خيال يراقص حصانه.

من المحتمل أن يستخدم الحصان بشكل أساسي كوسيلة للنقل والجر، ونادرًا ما يستخدم كحيوان ترفيهي . يمارس ركوب الخيل في المناطق الريفية في السودان لغرض النقل . تستخدم الغالبية العظمى من الخيول السودانية كحيوانات عاملة، باستثناء أقلية من الخيول الرياضية . بالإضافة إلى سباقات الخيول ، تشتهر السودان بمسابقات مثل لعبة البولو والرماية من على صهوة الخيل التي استوردها البريطانيون . لا تزال هذا الأخيرة تمارس محليًا، بالخصوص من قبل أفراد عائلة المهدي .
هناك نزاع حول الاستخدام التاريخي المحتمل للحصان كحيوان حامل للمتاع ووسيلة للصيد ومصدر للغذاء، بسبب قلة المصادر المتاحة : لكن يبدو أنه من الممكن تقنيًا أن قدماء المصريين والنوبيين استهلكوا الخيول ، إلا أنه في الواقع لا شيء يثبت ذلك.
من ناحية أخرى، من المؤكد أن الحصان لم يقدم أو لم يقدم سوى القليل جدًا من المساعدات الزراعية  . وفقًا للباحث همفري ج. فيشر، جامعة لندن (1974) ، يبدو أن المهرجانات والاحتفالات التقليدية هي الاستخدام الرئيسي للخيول في السودان، فضلاً عن كونها تعد الوسيلة الأساسية لنقل المعرفة بركوب الخيل وبيطرتها  . يبدو أن المعيقات الرئيسية لممارسات الفروسية يكمن في تكلفتها وتوافر معدات الفروسية . هناك أيضًا قيود بسبب التيار الراديكالي، الذي يعتبر امتلاك الحصان أمرًا غير مقبول، وممارسة الفروسية أمر مشبوه .
طوال القرن الماضي استمر استخدام شرطة الخيالة لتأمين الشوارع ليلاً، وهو أمر مستوحى من التقاليد البريطانية، قبل أن يختفي في بداية القرن الحالي .

### الفروسية
لا تزال سباقات الخيل تنظم في منطقة العاصمة الخرطوم (حسب مصدر 2014) .

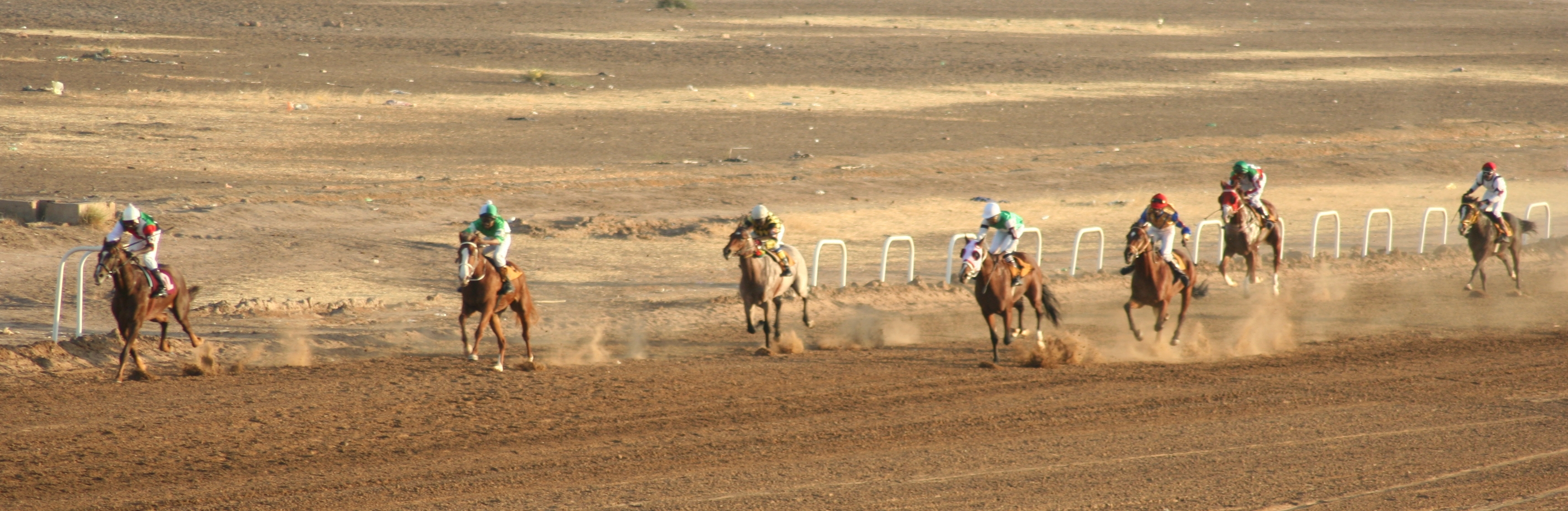
سباق خيل بالخرطوم 2007.

القمار محظور في رياضة الفروسية، وفقًا للشريعة الإسلامية، ولكن ازدهرت السباقات وهي واحدة من عدد قليل من مصادر الجذب المحتملة في هذا البلد الذي يعاني ظروف الفقر. يمتد موسم السباقات من أكتوبر إلى يونيو بسبب الحر. الأشخاص المشتبهين في المراهنة بممارسة القمار وخرق الحظر يتم اعتقالهم بانتظام. يتم تجنيد الفرسان السودانيين المشهورين بشجاعتهم وروحهم القتالية من قبل فرق سباقات من دول الخليج. في عام 2012، اقترح الاتحاد الأفريقي تنظيم سباقات الخيول في نيالا بدارفور كعامل للتماسك والسلام بين الشعوب. كما أن الحفاظ على الأجناس يحافظ على التماسك والروح المعنوية بين سكان الخرطوم السودانيين منذ انفصال جنوب السودان.

## التربية

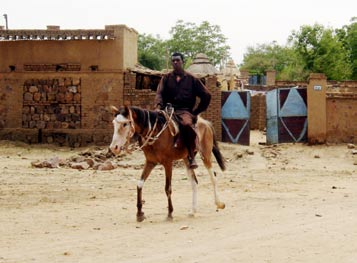
جندي من الجنجويد على حصان من نوع الشرقاوي.

يوجد في السودان أكبر عدد من الماشية (الأبقار، الماعز، الجمال، الحمير، الأغنام ...) في كل إفريقيا، كما يعد الحمير المحلي أكثر تواجدًا من الحصان . على أساس الأرقام التي قدمتها الحكومة السودانية في عام 2009، ويقدر تريفور ويلسون، في دراسته عن الماشية المحلية في السودان، أن في السودان 780000 حصان  . يقدم دليل دلاشو السويسري (2014) رقمًا يقارب 20000 حصان في السودان ، ويبدو هذا الرقم الأخير غير واقعي، وفقًا للأخطاء العديدة الواردة في أماكن أخرى من الدليل.
النوع الأصلي من الخيول السودانية هو حصان البربري ، الصغير جدًا، بعظام خفيفة . منذ الخمسينيات والستينيات من القرن الماضي، تم تهجين الخيول من السودان مع السلالات العربية والأصيلة المستوردة. تسرد قاعدة بيانات حول تنوع الحيوانات سلالات الخيول التي يتم تربيتها الآن أو في الماضي في السودان: دنقلا (يختلف عن دنقلا في غرب إفريقيا)، السوداني والتوليد والشركاوي. يحصي دليل دلاشو سلالتين محليتين فقط، الشركاوي والسوداني .
جميع الخيول الموجودة على التراب السوداني (في 2018) ملك لسودانيين  . مثل دول شمال إفريقيا والشرق الأوسط، تعاني منطقة الخرطوم من أوبئة مرض الخيول الإفريقية أو حمى تكساس، مما يؤدي إلى ارتفاع معدل وفيات الخيول. 85٪ من الخيول السودانية التي تمت دراستها تعرضت بشكل مباشر أو غير مباشر لهذا الفيروس. يوجد أيضًا داء البيروبلازما، 35.9٪ من الخيول والحمير التي تم اختبارها (في عام 2013) تعرضت للتطفل  كما أن الإصابة بالبابِسِيَّة الحِصانِيَّة و البابِسِيَّة الخَيلِيَّة هو أمر متكرر (2008).

## حضاره
كثيرا ما يذكر الحصان في القصائد والأغاني الشعبية السودانية . بمناسبة الأعياد، ولا سيما الأعراس، يرافق المسيرات فرسان ذوو ثقل كبير . كما يشير السودانيون كثيرًا إلى ذكر الحصان في القرآن ودوره في الفتوحات الإسلامية. لطالما كان الحصان يمثل هدية أو تكريمًا .

## مذكرات ومراجع
1. ↑  "Well-Preserved Chariot Horse Found in Sudan - Archaeology Magazine". www.archaeology.org (بالإنجليزية). Archived from the original on 2021-10-09. Retrieved 2019-05-05..
2. 1 2 3 4 5 6 7 8 9 10  Hedges, Chris (12 Dec 1994). "Khartoum Journal; In Sudan, All the Horses Run Under a Handicap". The New York Times (بالإنجليزية الأمريكية). ISSN:0362-4331. Archived from the original on 2019-05-05. Retrieved 2019-05-05.
3. ↑  Fisher 1972.
4. 1 2 3 4 5 6 7  Fisher 1973.
5. 1 2 3 4 5 6 7 8 9 10 11  al-Shafee 2018.
6. 1 2  "Horses "race to peace" in Nyala - Sudan". ReliefWeb (بالإنجليزية). Archived from the original on 2019-05-05. Retrieved 2019-05-05.
7. 1 2 3 4 5 6  Rousseau 2014.
8. 1 2 3  Porter et al. 2016.
9. ↑  "Horse-riding Sudan militia terrorise women, children". www.sudantribune.com (بالإنجليزية). 27 janvier 2004. Archived from the original on 5 مايو 2019. Retrieved 2019-05-05. {{استشهاد ويب}}: تحقق من التاريخ في: |تاريخ= (help)
10. ↑  "War crimes in Darfur". The Guardian (بالإنجليزية البريطانية). 4 Mar 2009. ISSN:0261-3077. Archived from the original on 2019-05-05. Retrieved 2019-05-05.
11. 1 2 3 4 5  Wilson 2018.
12. ↑  "The Question of Fuel for Cooking in Ancient Egypt and Sudan | EXARC". exarc.net. مؤرشف من الأصل في 2021-05-13. اطلع عليه بتاريخ 2019-05-05.
13. ↑  James Copnall (13 Aug 2011). "A horse race to boost Sudan's morale". BBC News (بالإنجليزية البريطانية). Archived from the original on 2021-06-27. Retrieved 2019-05-05.
14. ↑  "Breed data sheet : Sudan, Horse" (بالإنجليزية). نظام المعلومات حول تنوع الحيوانات المحلية. Archived from the original on 2021-10-08. Retrieved 5 mai 2019. {{استشهاد ويب}}: تحقق من التاريخ في: |تاريخ الوصول= (help).
15. ↑  Karamalla, Siham T.; Gubran, Ahmed I.; Adam, Ibrahim A.; Abdalla, Tamadur M. (1 Aug 2018). "Sero-epidemioloical survey on African horse sickness virus among horses in Khartoum State, Central Sudan". BMC Veterinary Research (بالإنجليزية). 14 (1): 230. DOI:10.1186/s12917-018-1554-5. ISSN:1746-6148. PMID:30068335. Archived from the original on 2019-05-05. Retrieved 2019-05-05. {{استشهاد بدورية محكمة}}: تجاهل المحلل الوسيط |PMCID= لأنه غير معروف، ويقترح استخدام |pmc= (help)صيانة الاستشهاد: دوي مجاني غير معلم (link)
16. ↑  "High prevalence of African Horse Sickness exposure found in central Sudan horses". Horsetalk.co.nz (بالإنجليزية الأمريكية). 10 Aug 2018. Archived from the original on 2021-10-13. Retrieved 2019-05-05..
17. ↑  "Developing a Piroplasmosis Control Strategy for Sudan". The Horse (بالإنجليزية الأمريكية). 11 May 2013. Archived from the original on 2019-05-05. Retrieved 2019-05-05.
18. ↑  Salim, Bashir; Karanis, Panagiotis (2008). "Diagnosis of Babesia caballi and Theileria equi infections in horses in Sudan using ELISA and PCR". Parasitology Research (بالإنجليزية). Archived from the original on 2019-05-05. Retrieved 2019-05-05.

## الملاحق

### روابط خارجية
- "Sudan: Horses in Sudan" (بالإنجليزية). All Africa. 2 novembre 2018. Archived from the original on 2021-10-04. {{استشهاد ويب}}: تحقق من التاريخ في: |تاريخ= (help)

### فهرس
- Fisher، Humphrey J. (1972). "'He Swalloweth the Ground with Fierceness and Rage': The Horse in the Central Sudan. I. Its Introduction". The Journal of African History. ج. 13 ع. 3: 367–388. ISSN:0021-8537. مؤرشف من الأصل في 2021-10-05. اطلع عليه بتاريخ 2019-05-05.
- Fisher, Humphrey J. (1973). "'He swalloweth the ground with fierceness and rage' the horse in the Central Sudan II. Its use". The Journal of African History (بالإنجليزية). 14 (3): 355–379. DOI:10.1017/S0021853700012779. ISSN:1469-5138. Archived from the original on 2021-10-04. Retrieved 2019-05-05. {{استشهاد بدورية محكمة}}: تجاهل المحلل الوسيط |شهر= لأنه غير معروف، ويقترح استخدام |تاريخ= (help)
- Valerie Porter; Lawrence Alderson; Stephen J. G. Hall; D. Phillip Sponenberg (9 Mar 2016). Mason's World Encyclopedia of Livestock Breeds and Breeding (بالإنجليزية) (6th ed.). CAB International. ISBN:978-1-84593-466-8. OCLC:948839453. OL:29071452M. QID:Q24619653.
- Élise Rousseau (septembre 2014). Tous les chevaux du monde (بالفرنسية). Illustrator: Yann Le Bris. Delachaux et Niestlé. ISBN:978-2-603-01865-1. OL:26720039M. QID:Q46761895. {{استشهاد بكتاب}}: تحقق من التاريخ في: |publication-date= (help)
- Wilson، R. Trevor (2018). "Livestock in the Republic of the Sudan: Policies, production, problems and possibilities". Animal Husbandry, Dairy and Veterinary Science. ج. 2 ع. 3. DOI:10.15761/AHDVS.1000142. مؤرشف من الأصل في 2022-11-14. اطلع عليه بتاريخ 2019-05-05.